# 費斯特拜爾施泰因山

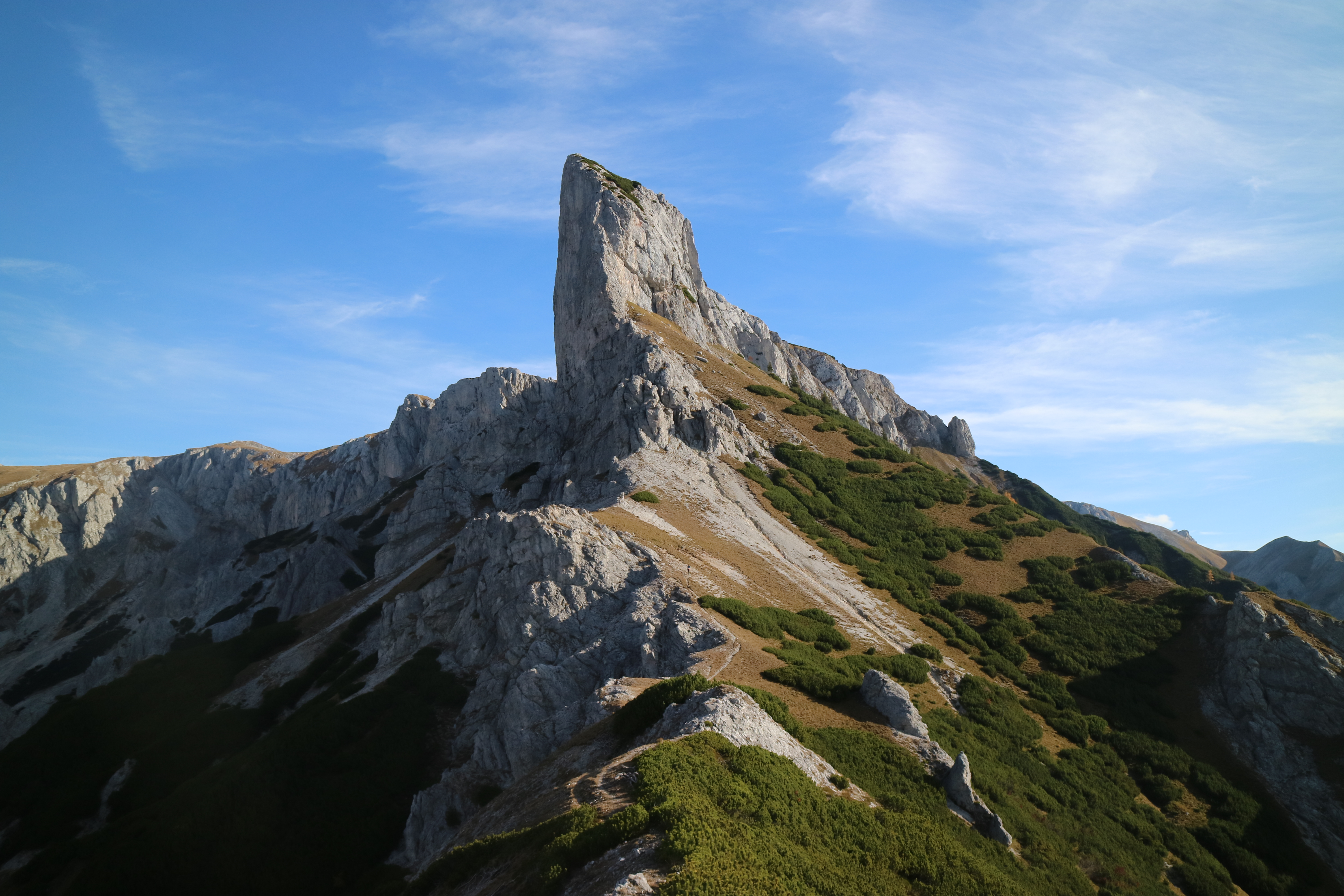

47°35′39″N 15°08′21″E / 47.5942861°N 15.1390451°E
費斯特拜爾施泰因山（德語：Festlbeilstein），是奧地利的山峰，位於該國東南部，由施泰爾馬克州負責管轄，屬於上施瓦布山脈的一部分，海拔高度1,847米，人類在1891年9月20日首次登頂。